# Quatuor à cordes no 1 de Scelsi
Pour les articles homonymes, voir Quatuor à cordes no 1.
Le Quatuor à cordes no 1 est le premier quatuor de Giacinto Scelsi. Composé en 1944, ce quatuor en usant d'accords bitonaux ou bimodaux rejette le langage tonal ou sériel.

## Analyse de l'œuvre
1. Quasi lento - Agitato - Molto sostenuto - Vivace
2. Molto lento, quasi funebre
3. Scherzo
4. Moderato